# Fernando Peña
Fernando Gabriel González Peña Mendizábal (Montevideo, 31 de enero de 1963 - Buenos Aires, 17 de junio de 2009) fue un actor y periodista uruguayo.

## Biografía
Hijo del periodista deportivo José "Pepe" Peña y de la actriz María José Malena Mendizábal, además era nieto de la también actriz Gloria Bayardo y hermano del músico Federico Peña. Creció en Montevideo, pasando su niñez en el barrio de Carrasco y siendo alumno del British Schools.
En 1970 se radicó en Buenos Aires junto a parte de su familia y comenzó a asistir al colegio Saint Andrew's School. 
Durante su juventud trabajó como maestro de inglés y profesor de equitación. 

### Carrera artística
Antes de ser actor, fue auxiliar de vuelo en American Airlines. Dando la bienvenida a pasajeros por el altavoz del avión con diferentes personajes de su autoría, fue descubierto por Lalo Mir: Milagros López llamó la atención del presentador, quien viajaba con frecuencia en esa aerolínea y desconocía que había un hombre detrás de aquella voz. Cuando finalmente Mir descubrió que se trataba de Peña, le propuso grabar participaciones para Tutti Frutti en Del Plata FM 95.1, resultando así su debut en la radio.
Desde aquel comienzo forjó una prestigiosa carrera en radio que le abrió las puertas en el teatro y en la televisión.
- Tuvo en su haber más de 20 personajes, a los cuales llamaba «criaturas» y que llevó a muchos proyectos de diversas disciplinas. Algunos de ellos dialogaban entre sí, cada una con sus propias visiones y opiniones.

"Criaturas" más populares, con mayor presencia en los programas
- Ricardo Alfredo Ñuñoa Cruz —Dick Alfredo—
- Cristina Patricia Megahertz —La Mega—
- Rubén Ramón Sixto Alegre —Palito—

"Criaturas" secundarias en los programas
- Roberto María Flores
- Milagros Dolores Guadalupe López López
- Mario Modesto Sabino
- María Elena Rinaldi

"Criatura" con programa propio
- Martín Revoira Lynch III

"Criaturas" con menor presencia en los programas
- Rafael Orestes Porelorti
- Delia Dora Fernández de Fernández
- Elisa Rufino
- Monseñor Agustín Augusto Lago
- Jonathan Bermúdes

"Criaturas" con poquísima presencia en los programas
- Bubba
- Celestino, el esposo de Milagros Dolores Guadalupe López
- Juan Carlos, el locutor
- Osvaldo Jeringa
- Pepe, el sepulturero
- Sánchez, el linyera

### Salud
En 2001 hizo pública su condición de VIH positivo. Y años después relató que tuvo un linfoma en el riñón y que se sometió a quimioterapia.

### Controversias
- En 2005 se vio imposibilitado de ingresar a Estados Unidos por vivir con VIH.[4]
- En 2005 agredió a Sebastián Eyzaguirre de Caiga Quien Caiga. El periodista chileno intentó entrevistarlo, haciéndose pasar por argentino, por sus declaraciones de odio a los chilenos. Peña entonces se percató de la nacionalidad de Eyzaguirre y comenzó a insultarlo, y hasta lo escupió.[5]
- En 2007 frente a cámaras apuntó con un arma a Mirtha Legrand, asegurando que "la amaba y la odiaba a la vez". Independientemente de este hecho, Mirtha siempre manifestó admiración por Fernando, llegando a suspender su programa cuando falleció.
- En 2008 protagonizó un sonado escándalo con Luis Ángel D'Elía durante una confrontada entrevista en El Parquímetro, al aire de Metro 95.1. D'Elia insultó vehementemente al conductor de manera incisiva, adjudicándole connotación política y defenestrándolo a gusto y capricho a modo de proclama. Al poco tiempo ambos fueron invitados a Después De Todo, el programa de Jorge Lanata,  donde se trenzaron en una fuerte discusión extendiéndose en el cruce de múltiples acusaciones. D'Elia denominó a Peña "transgresor trucho" y el actor llamó "político corrupto" al dirigente. A esto D'Elía lo desafió a probar dicha afirmación ante la justicia.[6]

### Fallecimiento
Murió a las 16:30 horas (HOA) del miércoles 17 de junio de 2009 en la Clínica Alexander Fleming del barrio del Belgrano, en Buenos Aires mientras recibía atención por un cáncer de hígado, complicado por su condición de VIH positivo.

## Trayectoria

### Radio
Del Plata FM 95.1
- Tutti frutti / Juguete rabioso / Macedonia / Radio pirado / Cabeza de pescado

- A fines de la década del 90/principios de los 00 iluminó los mediodías de la radio personificando a Dick Alfredo.

Rock & Pop
- Animal de Radio[9]
- Tarde negra[10]
- Cucuruchos en la frente (2002)

Metro 95.1
- Huevos fritos
- Graffiti[11]
- El Parquímetro (1999-2001/2006-2009)[12]

Radio Del Plata
- La Vereda Tropical
- Lalo Bla Bla[13]
- El Parkímetro (2004-2005)

Radio Mitre
- Lalo Bla Bla
- La Vereda Tropical

Radio Continental
- El Toque Mactas

Nacional Rock
- La Vereda Tropical

### Teatro
- Esquizopeña: Lado A
- Esquizopeña: Lado B
- Esquizopeña: Intimidad Rioplatense
- My name is Albert, with an A
- Esquizopeña: Duele
- Esquizopeña: El musical
- Mugre[14]
- El niño muerto
- La burlona tragedia del corpiño[15]
- Ni la más puta
- Sit Down Tragedy
- La oscuridad es música
- Gracias por volar conmigo
- Diálogo de una prostituta con su cliente[16]

### Libros
- Peña, Fernando (2000). Gente como uno. Buenos Aires.

- Peña, Fernando (2007). Gracias por volar conmigo. Buenos Aires.

- Peña, Fernando (2009). A que no te animas a leer esto. Buenos Aires. ISBN 9789500734141.

### Televisión
Canal 9
- Petti en vivo (2001)

América TV
- Sol Negro (2003)

HBO Latinoamérica
- Epitafios

TV Pública Argentina
- Isla flotante (2007)

Canal (á)
- El otro (2007)

Telefe
- Piso 8

- Los exitosos Pells (2009)

- La niñera (Argentina) (2005)

### Videoclips
- El stress del año 2000[17] (Andy Chango, 2001)

### Cine
- Pura Sangre[18] (Leo Ricciardi, 2006) - Fran

### Prensa gráfica
- Crítica de la Argentina - Columnista

## Homenajes
- El estudio principal de Metro 95.1 lleva el nombre de Fernando Peña, en su honor.[19]
- Durante la entrega de los Premios Martín Fierro de radio en 2019 se realizó un homenaje por los 10 años de su muerte, del que participaron Lalo Mir y Diego Ripoll.[20]